# Късмет, Чарли! - Филмът
„Късмет, Чарли! – Филмът“ (на английски: Good Luck Charlie, It's Christmas!) (букв. превод: Късмет Чарли, Коледа е!), също така познат и като Късмет, Чарли: Пътешествието е американски филм от 2011 г., базиран по едноименния сериал на "Disney Channel" - "Късмет, Чарли!"

## Сюжет
Семейство Дънкън се отправят на коледна ваканция. За жалост на Боб – при родителите на Ейми, в Палм Спрингс. В последния момент Теди решава да докаже колко е възрастна и отговорна, за да прекара пролетната ваканция във Флорида, и решава да пътува сама. Майка ѝ я придружава и семейството се разделя. Поради липсата на полети трябва да намерят алтернатива... На мъжете обаче също не им е лесно – майката на Ейми постепенно ги наказва един по един...